# Manjericão-de-folha-larga
O manjericão-de-folha-larga (mais conhecido apenas como manjericão ou basílico e também chamado de alfavaca, alfavaca-cheirosa ou basilicão) (Ocimum basilicum) é uma planta perene, que mede aproximadamente 60 cm de altura, sendo originária da Ásia e África. É uma planta conhecida pelos seus galhos com muitas ramificações, com suas folhas  postas, com um formato oval, e pela sua cor verde clara. O manjericão tem flores brancas e um pouco rosadas. Uma das características das suas flores é a sua disposição tipo espiga. As suas sementes são pequenas e pretas. É usual serem retiradas as suas primeiras florações para aumentar o número de folhas e o ciclo da planta.

## Uso culinário

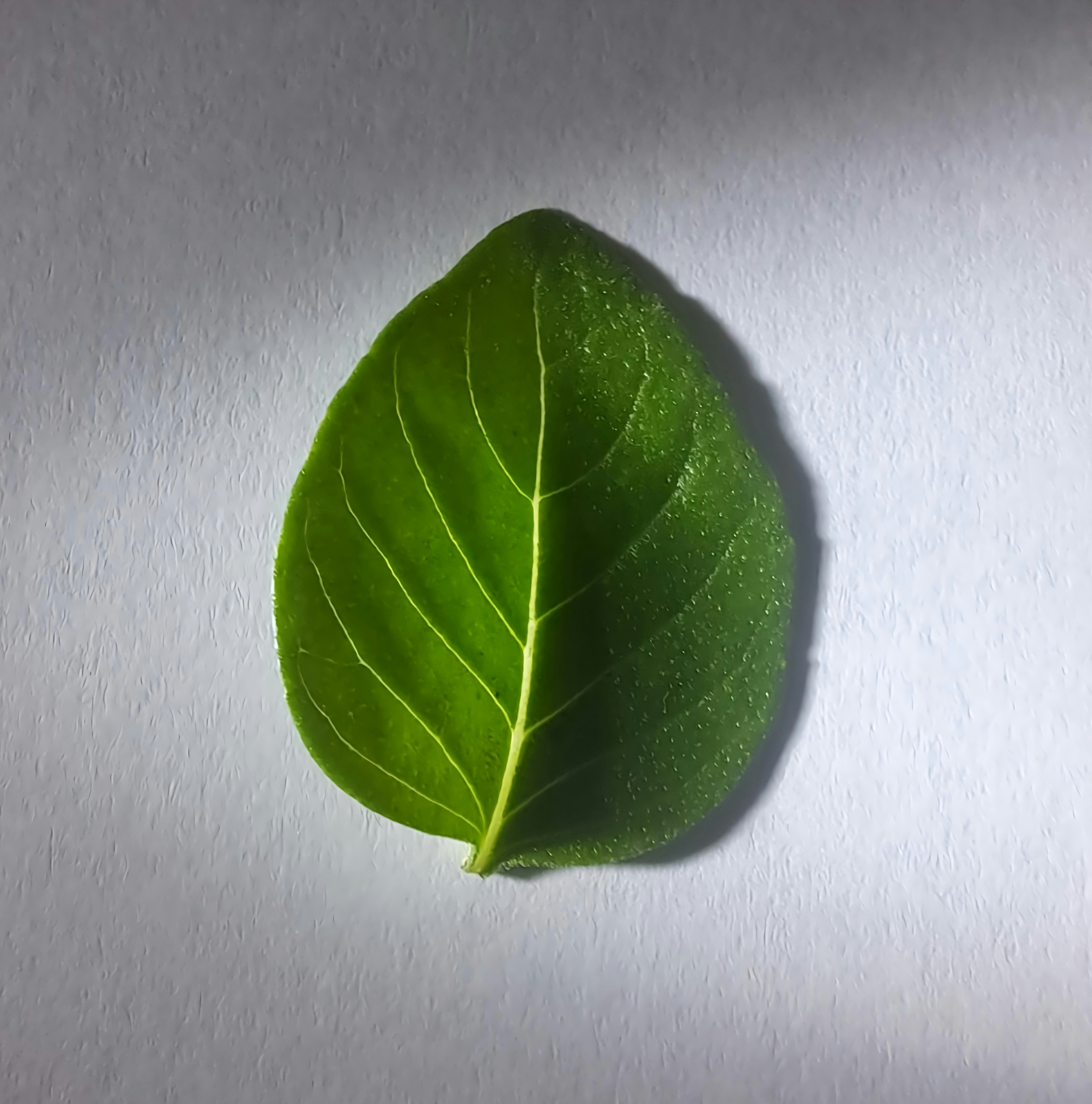
Folha de manjericão pronta para o uso culinário.

Na culinária, as suas folhas são utilizadas como um aromático tempero, particularmente na tradicional pizza margherita, também pode ser usada como um creme verde para a massa italiana e como ingrediente básico do pesto genovês.

## Outros usos
O óleo essencial de manjericão (menos de 1%) tem uma composição complexa e variável, segundo o clima, o solo, a época da colheita, etc. Os mais importantes componentes aromáticos são cineol, linalol, citral, estragol, eugenol e cinamato de metila, embora não necessariamente nessa ordem. Outros monoterpenos (ocimeno, geraniol, cânfora), sesquiterpenos (bisaboleno, cariofileno) e fenilpropanóides (metil eugenol) podem estar presentes, em concentrações variáveis, com forte influência sobre o sabor. 

## Cultivo
Clima: O clima preferencial do manjericão é o clima subtropical, que se caracteriza por ser quente e úmido, pois esta é uma planta sem resistência a geadas.[carece de fontes?]
Luminosidade: Para florescer, esta planta necessita de sol pleno.
Solo: O solo ideal para o manjericão tem que ser abundante em matéria orgânica. Para obter um solo propício para a plantação da planta, são 3 kg/m² de composto orgânico.
Propagação: Para a reprodução da planta, é necessário retirar alguns galhos e deixá-los mergulhados em água até surgirem raízes, altura em que se deve retirar os galhos da água e proceder à sua plantação.